# Eskimo (film)
Eskimo is een Amerikaanse dramafilm uit 1933 onder regie van W.S. Van Dyke.

## Verhaal
De eskimo Mala en zijn gezin leiden een rustig leven aan de noordpool. Op een dag komen de blanken aan in zijn dorp. Zijn vrouw wordt verkracht en gedood. Mala wreekt zich en moet vluchten om te ontsnappen aan de wet der blanken.

## Rolverdeling
| Acteur          | Personage        |
| --------------- | ---------------- |
| Edgar Dearing   | Agent Balk       |
| Peter Freuchen  | Kapitein         |
| Edward Hearn    | Eerste stuurman  |
| Lotus Long      | Iva              |
| Mala            | Mala             |
| Joe Sawyer      | Brigadier Hunt   |
| Harold Seabrook |                  |
| W.S. Van Dyke   | Inspecteur White |